# NGC 897
NGC 897 (również PGC 8944) – galaktyka spiralna (Sa), znajdująca się w gwiazdozbiorze Pieca. Została odkryta 19 października 1835 roku przez Johna Herschela.